# Amt Rietberg
Das Amt Rietberg war bis 1969 ein Amt im Kreis Wiedenbrück in Nordrhein-Westfalen, Deutschland mit Sitz in Rietberg.  Amt im Kreis Wiedenbrück in Nordrhein-Westfalen, Deutschland mit Sitz in Rietberg. Sein historischer Vorgänger war der Kanton Rietberg.

## Der Kanton Rietberg
Das Gebiet des Amtes Rietberg gehörte bis zu den Napoleonischen Kriegen zur Grafschaft Rietberg. Nachdem die Grafschaft 1807 an das Königreich Westphalen gefallen war, wurden neue Verwaltungsstrukturen nach französischem Vorbild geschaffen; meistens ohne Berücksichtigung historischer Gebietsgrenzen. Zum Kanton Rietberg gehörten die Stadt Rietberg (Stadt) sowie die Orte Bokel, Druffel, Kaunitz, Mastholte, Moese, Oesterwiehe und Westerwiehe. Im Jahre 1810 hatte der Kanton Rietberg 5453 Einwohner. Der Kanton gehörte zum Distrikt Paderborn im Departement der Fulda des Königreichs und fiel 1815 an Preußen.
Der Kanton Rietberg wurde 1816 dem neuen Kreis Wiedenbrück im Regierungsbezirk Minden zugeschlagen und bestand in diesem als Verwaltungsbezirk fort. Durch eine Verfügung der Bezirksregierung Minden wechselten 1838 die beiden Gemeinden Neuenkirchen und Varensell aus dem Kanton Neuenkirchen in den Kanton Rietberg. Im Gegenzug wechselte die Gemeinde Oesterwiehe aus dem Kanton Rietberg in den Kanton Neuenkirchen, der seitdem nach seinem neuen Hauptort Kanton Verl genannt wurde.

## Das Amt Rietberg
Im Rahmen der Einführung der westfälischen Landgemeinde-Ordnung von 1841 wurden aus den Verwaltungsbezirken unterhalb der Kreisebene, sofern es sich nicht um Städte gemäß der revidierten Städteordnung handelte, Ämter gebildet. Im Kreis Wiedenbrück wurde dadurch aus dem Kanton Rietberg das Amt Rietberg, dem acht Gemeinden angehörten.
Die folgenden Daten stammen vom 6. Juni 1961:
1. Bokel (17,45 km², 1.117 Ew.)
2. Druffel (9,72 km², 887 Ew.)
3. Mastholte (12,45 km², 1.705 Ew.)
4. Moese (15,94 km², 1.972 Ew.)
5. Neuenkirchen (6,85 km², 3.155 Ew.)
6. Rietberg, Stadt (18,83 km², 5.500 Ew.)
7. Varensell (19,76 km², 2.584 Ew.)
8. Westerwiehe (15,02 km², 1.857 Ew.)

Durch das Gesetz zur Neugliederung des Kreises Wiedenbrück und von Teilen des Kreises Bielefeld wurde das Amt zum 31. Dezember 1969 aufgelöst. Sämtliche Gemeinden wurden Teil der neuen Stadt Rietberg, die auch Rechtsnachfolgerin des Amtes ist.

## Einwohnerentwicklung
| Jahr | Einwohner | Quelle |
| ---- | --------- | ------ |
| 1843 | 09.826    | [ 7 ]  |
| 1871 | 08.863    | [ 7 ]  |
| 1910 | 11.313    | [ 8 ]  |
| 1925 | 12.418    | [ 9 ]  |
| 1939 | 13.519    | [ 10 ] |
| 1950 | 17.592    | [ 6 ]  |
| 1961 | 18.757    | [ 6 ]  |